# Periscepsia polita
Periscepsia polita là một loài ruồi trong họ Tachinidae.